# Ferrocarril Larmanjat de Lumiar
El Ferrocarril Larmanjat do Lumiar fue el primer tramo de Larmanjat en ser construido en Portugal. Era una vía ferroviaria en monorail (Larmanjat) que unía Lisboa (Arco do Cego) con Lumiar (Lisboa), habiendo funcionado entre 1870 y 1877.

## Historia

### Larmanjat en Portugal
En 1868, el Duque de Saldanha, que se encontraba en aquel momento en Francia, tuvo la oportunidad de presenciar una demostración del sistema ferroviario Larmanjat, habiendo participado en una viaje experimental, en los alrededores de París, entre Raincy y Montfermeil.
El Duque de Saldanha, un entusiasta del ferrocarril, vio en el sistema Larmanjat, más económico que el tradicional, la solución para un red suburbana de transporte ferroviario para Lisboa. Formó la “Lisbon Steam Tramways Company”. para explotación, en Lisboa, del sistema Larmanjat.

### Ferrocarril Larmanjat do Lumiar
El Duque de Saldanha obtuvo, el 25 de octubre de 1869, licencias para establecer un ferrocarril Larmanjat de Lisboa a Leiría, pasando por Lumiar, Torres Vedras, Caldas da Rainha y Alcobaça.
El primer tramo concluido fue entre Lisboa y Lumiar. El recorrido unía la estación del nuevo ferrocarril, instalada en el Palacio de S. Miguel (ya demolido), situado a los lados de Santa Bárbara (en Arroios/Arco do Cego), con Lumiar.
El 31 de enero de 1870 tuvieron lugar las primeras pruebas oficiales, que no fueron recibidas con mucho éxito. El primer comboi fue tripulado por el propio J. Larmajat.
Las experiencias continuaron y, el 5 de febrero de 1870, fue inaugurado oficialmente el tramo Lisboa-Lumiar. El tren hacía el recorrido de ida y vuelta en 50 y 60 minutos, respectivamente. Según las crónicas de aquel momento, el rey D. Luís viajó en el tren inaugural.
Los descarrilamientos constantes, las averías sucesivas, las quejas frecuentes de los pasajeros y los grandes atrasos hicieron que muchos volviesen a optar por las diligencias, a pesar de los altos precios de estas.
Fueron infructíferas las tentativas para captar pasajeros (más horarios y precios más bajos), por lo que el servicio fue suspendido el 8 de abril de 1875. Siendo retomado más tarde, sin éxito, cerró de manera definitiva, en 1877, con la quiebra de la “Lisbon Steam Tramways Company”.

## Características del Larmanjat
La designación "Larmanjat", se debe a su creador el Ingeniero Mecánico francés J. Larmanjat. Nació el 4 de marzo de 1826 en Huriel, Francia. En 1867 presentó en la Exposición Universal de París su más reciente invención: una máquina a vapor que podía circular por las rutas necesitando tan solo de un carril central y de dos pasarelas de madera. El año siguiente (1868) su invento ya circulaba por las rutas francesas. El primer viaje tuvo lugar en la ruta que une Raincy a Montfermeil (Francia).
Al contrario que los habituales dos raíles paralelos, el sistema Larmanjat se basaba en un único raíl, en el cual encajaban las ruedas localizadas en el eje central de la locomotora a vapor y de los vagones. Para que la composición no volcase existían también ruedas laterales de apoyo que se debían asentar en una superficie plana, preferentemente pasarelas de madera colocadas paralelamente al raíl en ambos lados.
Era, por ello, un sistema más económico pues circulaba por las rutas, sin necesitar de camino propio.